# Jozef Balázsy
Jozef Balázsy (1919. november 2. – 1998. május 30.) csehszlovák válogatott labdarúgó.

## Mérkőzései a szlovák válogatottban
| #  | Dátum            | Ellenfél     | Eredmény | Kiírás              | Esemény |
| -- | ---------------- | ------------ | -------- | ------------------- | ------- |
| 1. | 1943. június 7.  | Horvátország | 1 – 3    | barátságos mérkőzés |         |
| 2. | 1943. június 13. | Románia      | 2 – 2    | barátságos mérkőzés | 50'     |

## Mérkőzései a csehszlovák válogatottban
| #  | Dátum                | Ellenfél    | Eredmény | Kiírás              | Esemény |
| -- | -------------------- | ----------- | -------- | ------------------- | ------- |
| 1. | 1947. szeptember 21. | Románia     | 6 – 2    | barátságos mérkőzés |         |
| 2. | 1947. október 5.     | Ausztria    | 3 – 2    | barátságos mérkőzés | 51'     |
| 3. | 1947. december 14.   | Olaszország | 1 – 3    | barátságos mérkőzés | 51'     |